# Fête maritime du Légué
La Fête maritime du Légué est une fête maritime qui se déroule au port du Légué à Saint-Brieuc (Côtes-d'Armor).

## Historique et description
Le port du Légué accueille traditionnellement, le premier week-end de juillet, un double événement : une grande fête maritime côté Plérin et le Festival BD Bulles à Croquer côté Saint-Brieuc.

## Les éditions

### Édition 2023
Le Grand Lejon fête son 31ème anniversaire .

### Édition 2024
Cette 15ème édition s'est déroulée du 5 au 7 juillet 2024 au port du Légué, côté Plérin. 
Durant les festivités il y a de expositions, spectacles de rue, chants de marins et danses bretonnes,  marché artisanal, buvette et restauration,... et un rassemblement de voiliers et de bateaux de pêche visitables à quai.
Quelques grands voiliers présents  :
- Le Grand Lejon, lougre de 1992 BIP  France
- La Grande Hermine, yawl de 1932 de la Marine nationale
- Le Nao Victoria, caraque de 2000  Espagne
- Le Pascual Flores, goélette à trois mâts de 1917  Espagne
- Le Shtandart, trois-mâts carré de 1999  Russie